# 西永福站

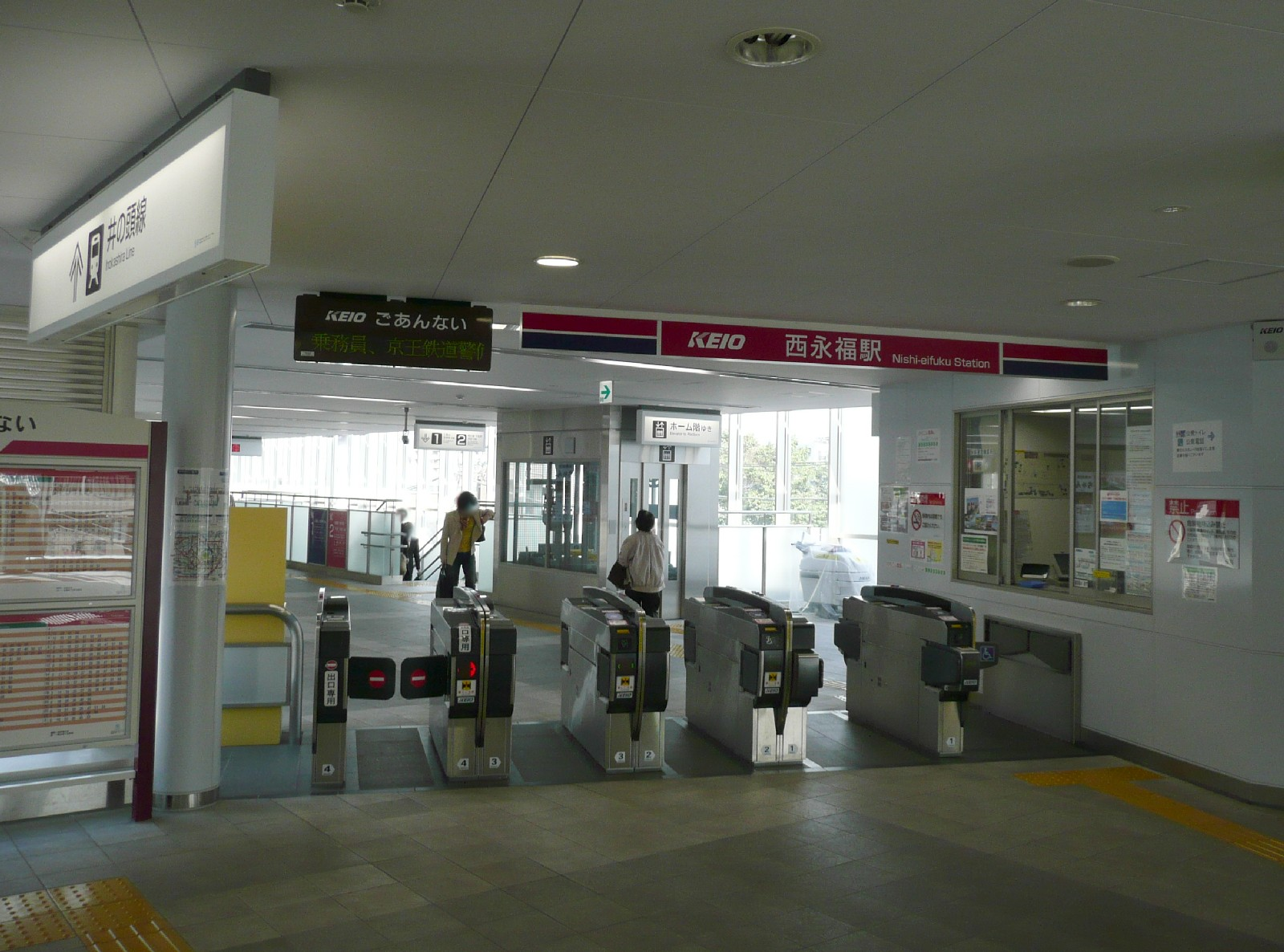
車站閘口（2008年10月）

西永福站（日语：／ Nishi-eifuku eki */?）是一個位於東京都杉並區永福三丁目，屬於京王電鐵井之頭線的鐵路車站。車站編號是IN10。

## 歷史
- 1933年（昭和8年）8月1日 - 開始營運，隸屬於帝都電鐵。
- 1940年（昭和15年）5月1日 - 與小田原急行鐵道合併，成為該公司帝都線的車站。
- 1942年（昭和17年）5月1日 - 小田急電鐵與東京急行電鐵（大東急）合併。
- 1948年（昭和23年）6月1日 - 從東急分離，成立京王帝都電鐵，成為該公司井之頭線的車站。
- 2008年（平成20年）3月25日 - 跨站式站房完成。

## 車站構造
此車站是擁有跨站式站房的地面車站，配置有1面2線的島式月台。
原車站閘口僅有南口一處，月台與站房之間以地下道連結。之後車站進行無障礙化改造，修建了跨站式站房。此外新開設了北口、南北向的聯絡通道，新裝設了電梯、電扶梯。
2007年10月開始改善工程，同年12月16日完成跨橋式站房及車站閘口、開設北口（同時設有一般階梯、電梯及電扶梯）、站內電梯和電扶梯裝設作業並開放使用。2008年3月25日完成南口的一般階梯、電梯及電扶梯裝設作業並開放使用。因空間不足，北口僅設一座電扶梯供上樓使用。改建以前，站內未設有洗手間，需使用站前廣場的杉並區公用廁所。新站房完工之後，車站閘口內新設置了洗手間以及無障礙洗手間。
與鄰站永福町站僅相距700m，另一端的鄰站濱田山站相距800m，從此站月台可輕易與鄰站月台相望。

### 月台配置
| 月台 | 路線     | 方向 | 目的地                           |
| ---- | -------- | ---- | -------------------------------- |
| 1    | 井之頭線 | 下行 | 久我山、吉祥寺方向               |
| 2    | 井之頭線 | 上行 | 永福町、明大前、下北澤、澀谷方向 |

## 使用狀況
2016年度的1日平均上下車人次為18,118人。上下車乘客人數及乘車人數推移如下所記。
| 年度               | 1日平均 上下車人次 | 1日平均 上車人次 | 來源     |
| ------------------ | ------------------ | ---------------- | -------- |
| 1955年（昭和30年） | 9,559              |                  |          |
| 1960年（昭和35年） | 13,109             |                  |          |
| 1965年（昭和40年） | 17,705             |                  |          |
| 1970年（昭和45年） | 21,097             |                  |          |
| 1972年（昭和47年） | 23,458             |                  |          |
| 1975年（昭和50年） | 26,320             |                  |          |
| 1980年（昭和55年） | 20,733             |                  |          |
| 1985年（昭和60年） | 20,597             |                  |          |
| 1990年（平成02年） | 20,081             | 9,997            | [ * 1 ]  |
| 1991年（平成03年） |                    | 10,369           | [ * 2 ]  |
| 1992年（平成04年） |                    | 10,595           | [ * 3 ]  |
| 1993年（平成05年） |                    | 10,781           | [ * 4 ]  |
| 1994年（平成06年） |                    | 10,616           | [ * 5 ]  |
| 1995年（平成07年） | 21,160             | 10,563           | [ * 6 ]  |
| 1996年（平成08年） | 20,811             | 10,493           | [ * 7 ]  |
| 1997年（平成09年） | 20,398             | 10,271           | [ * 8 ]  |
| 1998年（平成10年） | 20,090             | 10,071           | [ * 9 ]  |
| 1999年（平成11年） | 19,526             | 9,768            | [ * 10 ] |
| 2000年（平成12年） | 19,430             | 9,614            | [ * 11 ] |
| 2001年（平成13年） | 19,126             | 9,540            | [ * 12 ] |
| 2002年（平成14年） | 18,709             | 9,249            | [ * 13 ] |
| 2003年（平成15年） | 18,975             | 9,369            | [ * 14 ] |
| 2004年（平成16年） | 18,676             | 9,222            | [ * 15 ] |
| 2005年（平成17年） | 18,381             | 9,156            | [ * 16 ] |
| 2006年（平成18年） | 18,077             | 9,066            | [ * 17 ] |
| 2007年（平成19年） | 18,309             | 9,180            | [ * 18 ] |
| 2008年（平成20年） | 18,733             | 9,436            | [ * 19 ] |
| 2009年（平成21年） | 18,736             | 9,436            | [ * 20 ] |
| 2010年（平成22年） | 18,620             | 9,384            | [ * 21 ] |
| 2011年（平成23年） | 18,087             | 9,101            | [ * 22 ] |
| 2012年（平成24年） | 18,132             | 9,137            | [ * 23 ] |
| 2013年（平成25年） | 18,099             | 9,129            | [ * 24 ] |
| 2014年（平成26年） | 17,953             | 9,060            | [ * 25 ] |
| 2015年（平成27年） | 18,158             |                  |          |
| 2016年（平成28年） | 18,118             |                  |          |

## 車站周邊

### 北口
- 西永福北口商店街 - 平日朝夕之間，因作為「通勤通學道路」及「購物道路」的關係，此時段的商店街內禁止汽車通行。另外，與鄰站急行停車站的永福町站之間的距離短，急行電車與普通車通過的時間差非常短（平交道經常處於禁止通行）且商店街的道幅狹窄，即便是一般日間時段也有許多購物民眾及學生通行，車輛也難以進出於此。
- 大宮八幡宮 - 年末年始或大宮八幡宮緣日時，常聚集許多參拜群眾。
- 和田堀公園（日语：和田堀公園）
- 善福寺川綠地（日语：善福寺川緑地）
- 杉並區立鄉土博物館
- 白井、具志堅健身房（日语：白井・具志堅スポーツジム） - 會長為曾獲得WBA第3代次特輕量級冠軍的具志堅用高
- 高千穗大學
- SUMMIT總公司、西永福店
- 杉並南郵便局
  - 日本郵政杉並南支店
  - 郵貯銀行杉並店
- 杉並西永福郵便局

### 南口
南側為閑靜的住宅區。

## 巴士路線
「西永福」巴士站：位於車站北面，通過商店街徒步數分鐘的距離
- 京王巴士東、關東巴士、小田急巴士（日语：小田急バス）
  - 井之頭通東向
    - 宿33、高45、中71、鷹64（出入庫系統）、杉丸 - 往永福町（京王）
    - 新02、高45 - 往永福町（關東）
    - 宿44 - 永福町 - 經笹塚往新宿站西口方向（小田急）

  - 井之頭通西向
    - 中71 - 方南町、中野車庫、經鍋屋橫丁（日语：鍋屋横丁）往中野站（京王）
    - 宿44 - 濱田山、經吉祥寺站往武藏境站南口（小田急）
    - 鷹64（出入庫系統） - 經濱田山往久我山站（京王）

## 相鄰車站
京王電鐵
 井之頭線
■急行
通過
■各站停車
永福町（IN09）－西永福（IN10）－濱田山（IN11）

## 外部連結
- 西永福 - 京王電鐵